# Wilhelm Skibiński
Wilhelm Skibiński (ur. 21 lipca 1933 na Bukowinie we wsi Stanowce Dolne, w rejonie storożyńskim, w obwodzie czerniowieckim, w Rumunii) –  polski nauczyciel, działacz społeczny, Honorowy Obywatel Zielonej Góry,  krzewiciel kultury kresowej, wieloletni prezes Ogólnopolskiego Stowarzyszenia „Wspólnota Bukowińska”, współtwórca Domu Bukowińskiego w Muzeum Etnograficznym w Zielonej Górze.

## Życiorys
Syn Jana (zm. 1945) i Karoliny z domu Horbulewicz. Po zakończeniu II wojny światowej, w sierpniu 1945 r., w ramach repatriacji wraz z matką i siostrą przyjechał do Polski na Ziemie Zachodnie, gdzie osiedlił się w miejscowości Zawada, w której w 1947 r. ukończył szóstą klasę szkoły podstawowej. Dalsze nauczanie kontynuował m.in. w Zielonej Górze, gdzie ukończył VII klasę w Szkole nr 3 w 1948 r., a następnie z tzw. małą maturą ukończył Gimnazjum Przemysłowe w Zielonej Górze, do którego uczęszczał w latach 1949–1952. W latach 1952–1955 pracował jako nauczyciel w Szkole Zawodowej w Zielonej Górze. W 1956 r. w systemie zaocznym ukończył Technikum Mechaniczne, a następnie w 1959 r. ukończył Studium Nauczycielskie w Wyższej Szkole Pedagogicznej w Katowicach, uprawniające do nauczania przedmiotów zawodowych w szkolnictwie zawodowym. 5 lat później, w 1964 r., ukończył w Zielonej Górze 3-letnie Studium Nauczycielskie, by w 1975 r. z powodzeniem ukończyć Wyższą Szkołę Pedagogiczną w Zielonej Górze na wydziale Matematyczno-Przyrodniczym na kierunku technika, uzyskując tytuł magistra. Mimo dalszego kształcenia W. Skibiński pracował jako wizytator Dyrekcji Okręgowej Szkolnictwa Zawodowego w Zielonej Górze (lata 1955–1957) oraz jako wizytator Kuratorium Okręgu Szkolnego (lata 1957–1967). W 1959 r. na stałe osiadł w Zielonej Górze i w tym samym roku poślubił Zenobię Sztanderę, z małżeństwa którego urodziła się trójka dzieci: Marek w 1960 r., Andrzej w 1962 r. oraz Alina w 1967 r. W 1968 r. został Dyrektorem Przedsiębiorstwa „Cezas”, a po okresie transformacji ustrojowej, już jako prezes, piastował to stanowisko do 1999 r. W latach 1980–1982 w Wyższej Szkole Pedagogicznej w Zielonej Górze na Wydziale Matematyki, Fizyki i Techniki Wilhelm Skibiński – jako starszy wykładowca – przekazywał młodszym pokoleniom zdobytą przez lata wiedzę oraz doświadczenie. W ciągu całego okresu pracy nauczał również zawodu w Zespole Szkół Elektrycznych, Samochodowych i Budowlanych w Zielonej Górze.

## Działalność społeczna

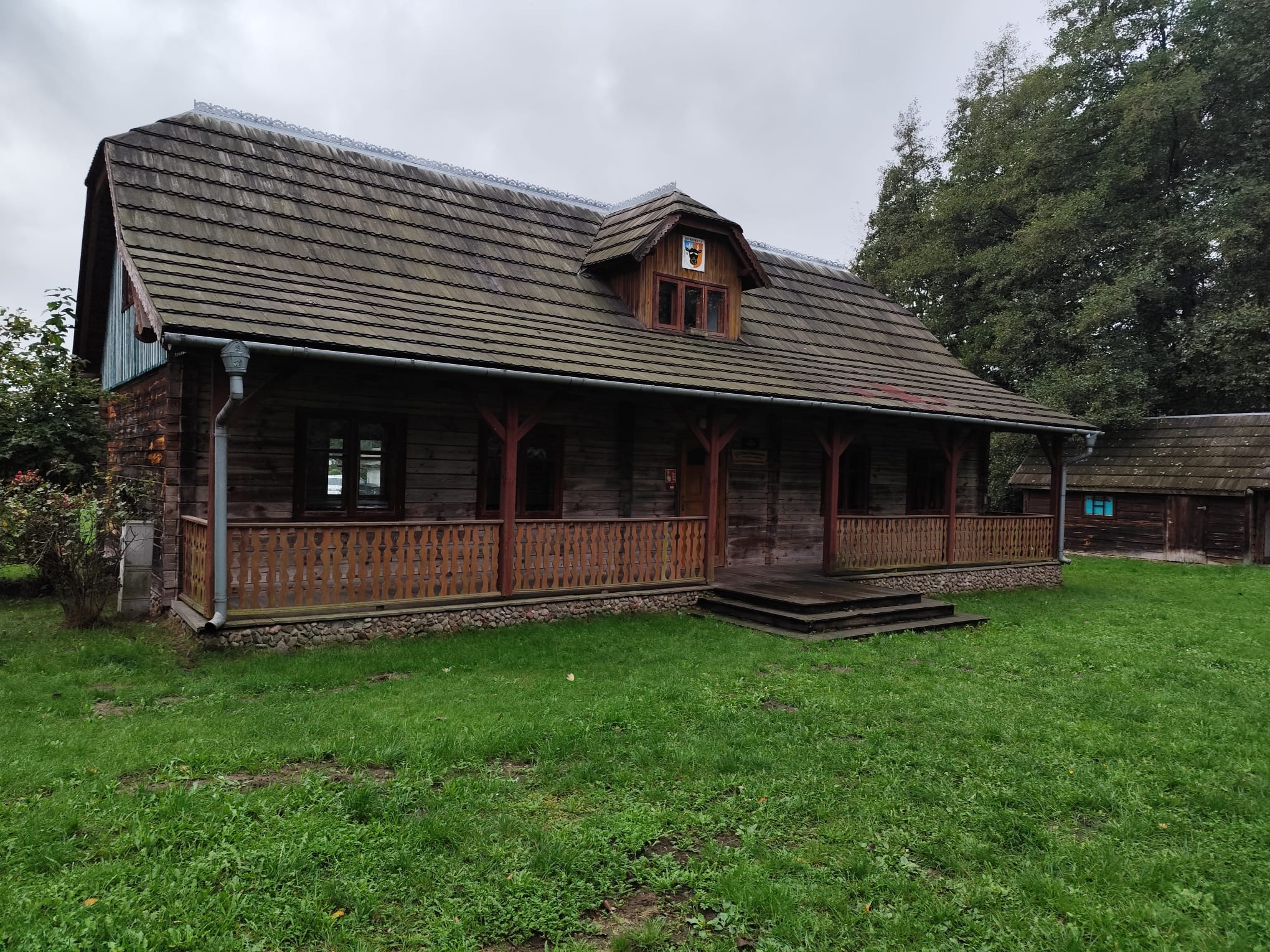
Budowla (eksponat) w zasobie Muzeum Etnograficznego w Zielonej Górze (Skansen w Ochli) - Chata Bukowińska im. Wilhelma Skibińskiego

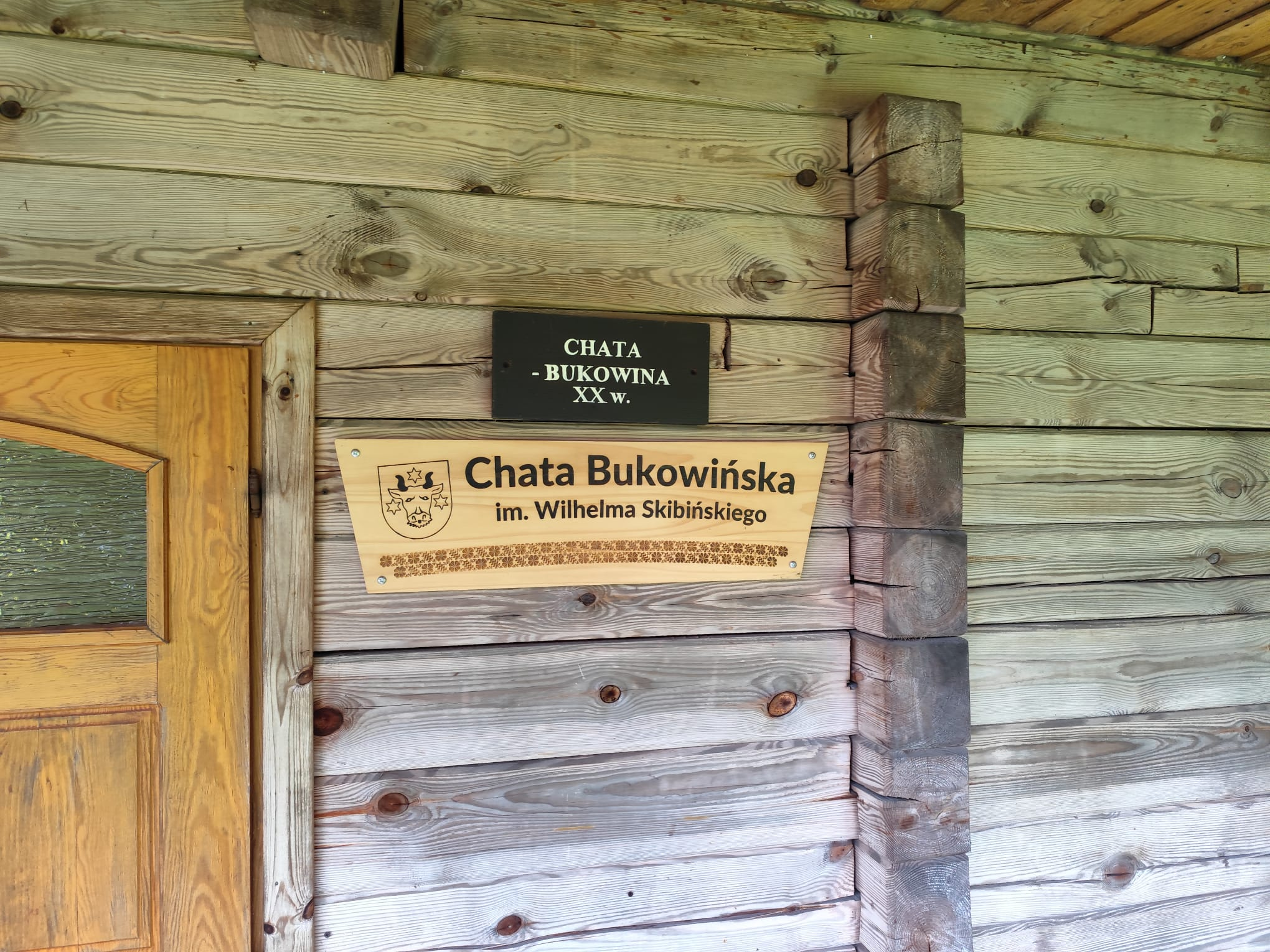
Tablica informacyjna budowli (eksponatu) w zasobie Muzeum Etnograficznego w Zielonej Górze (Skansen w Ochli) - Chata Bukowińska im. Wilhelma Skibińskiego

W latach 1954–1959 był przewodniczącym Miejskiego Koła Związku Młodzieży Polskiej w Zielonej Górze, a od roku 1965 skupił się na działalności społecznej w ramach zielonogórskiego Kuratorium Oświaty, gdzie w latach 1965–1975 był przedstawicielem tejże instytucji w komisjach egzaminacyjnych w Izbie Rzemieślniczej w Zielonej Górze. Następnie w latach 1975–1980 był Przewodniczącym Komisji Egzaminacyjnej Kuratorium Okręgu Szkolnego Zielona Góra dla wykwalifikowanych robotników i mistrzów. Przez cały ten okres, tj. w latach 1960–1970, pełnił również funkcję przedstawiciela z ramienia Kuratorium w Zarządzie Wojewódzkim Polskiego Czerwonego Krzyża w okręgu zielonogórskim. Poświęcał się również hobby sportowemu, w związku z czym współtworzył, powstały w 1951 roku z inicjatywy Jana Bajączaka, Ludowy Zespół Sportowy Zawada, gdzie pełnił funkcję jej trenera.
W latach 1970–1980 był wicedyrektorem Uniwersytetu Robotniczego w Zielonej Górze.
W. Skibiński czas poświęcał również sprawom swojego środowiska, czyli nauczycielom z którymi działał w Związku Nauczycielstwa Polskiego jako członek Zarządu Okręgu i Oddziału Związku w Zielonej Górze. W okresie poprzedzającym kierowanie „Cezasem” był też prezesem ogniska ZNP przy tym przedsiębiorstwie, a następnie został wiceprezesem Zrzeszenia Fabryk Pomocy Naukowych Cezas z siedzibą w Warszawie. W. Skibiński był również ławnikiem Sądu Rejonowego w Zielonej Górze, którym został w 1986 i pozostał aż do 1993 roku. Przez lata dziewięćdziesiąte, a także na początku XXI wieku był kolejno wiceprezesem oraz prezesem Zarządu Ogrodów Działkowych „Na polanie” w Zielonej Górze. Wielokrotnie uczestniczył w obchodach Dnia Pionierów Zielonej Góry.
Był jednym z inicjatorów odsłonięcia tablicy pamięci Edwarda Kuli, współorganizowane wespół z zielonogórskim Klubem Radnych Prawa i Sprawiedliwości i Katolickiego Stowarzyszenia "Civitas Christiana" w ramach odchodów Narodowego Dnia Pamięci Żołnierzy Wyklętych. Za całokształt działalności społecznej podczas uroczystej sesji Rady Miasta Zielona Góra we wrześniu 2018 r. nadany został mu tytułu Honorowego Obywatela Miasta Zielonej Góry.
W 2024 r. za całokształt działalności społecznej związanej z krzewieniem kultury kresowej, w tym w szczególności kultury bukowińskiej oraz tradycji bukowińczyków, którzy w dużej liczbie przybyli na ziemie zachodnie, w tym na Ziemię Lubuską decyzją Zarządu Województwa lubuskiego budowli-eksponatowi "Dom Bukowina XX w." przydano nową nazwę - "Chata Bukowińska im. Wilhelma Skibińskiego".

## Stowarzyszenie „Wspólnota Bukowińska”

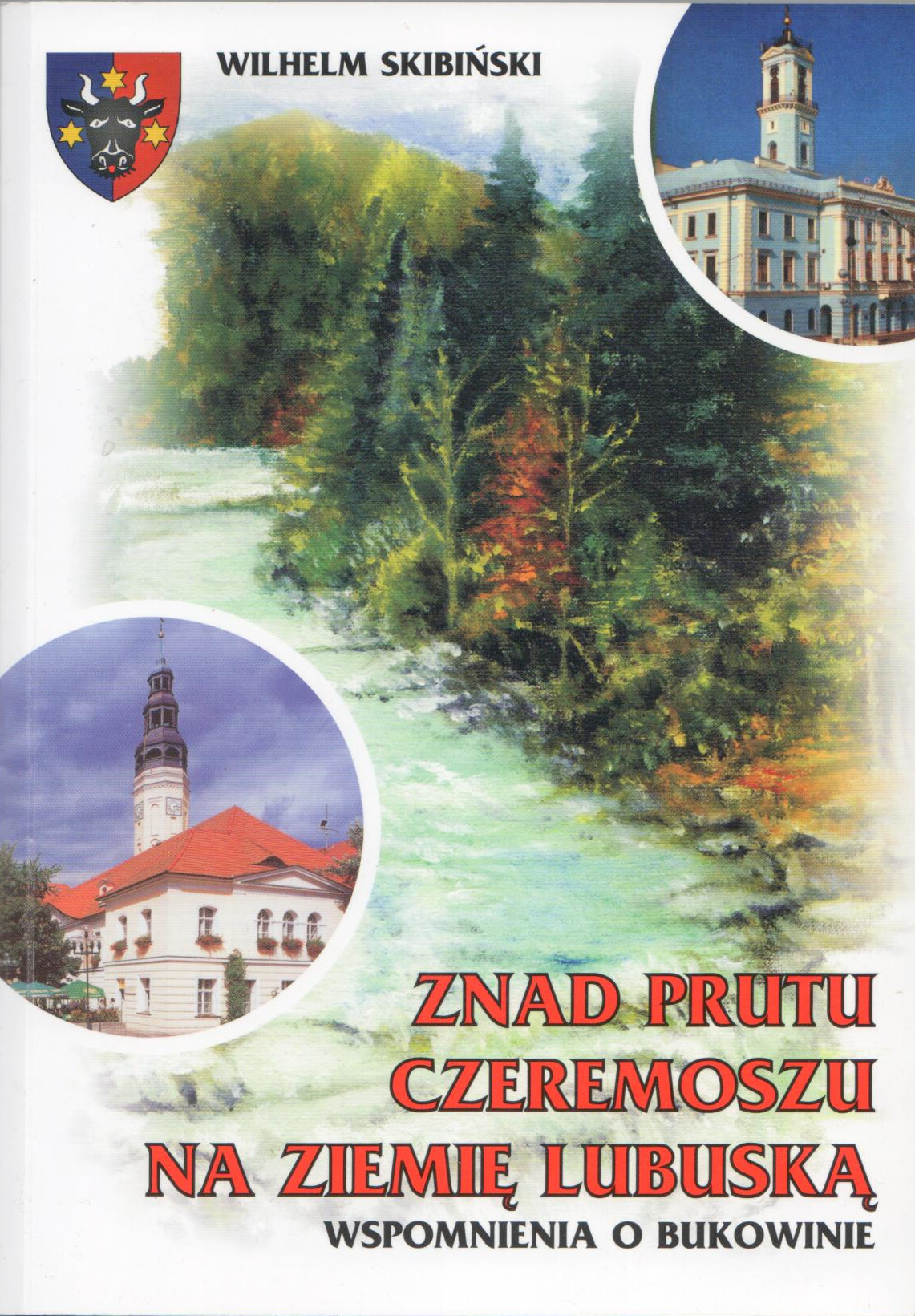
Książka autorstwa W. Skibińskiego

Największą uwagę i czas poświęcał i poświęca nadal Bukowinie i Bukowińczykom, czyli krainie swojego dzieciństwa oraz pochodzenia. Wśród największych osiągnięć należy podkreślić wkład w wybudowanie „Domu Bukowińskiego”, nazywanego wespół z innymi obiektami „Zagrodą Bukowińską” w Muzeum Etnograficznym w Zielonej Górze z siedzibą w Ochli. W 1997 roku został wiceprezesem Fundacji Bukowińskiej, a już w 2000 r. stanął na czele Ogólnopolskiego Stowarzyszenia „Wspólnota Bukowińska”, jako jej wieloletni prezes. Jako krzewiciel kultury kresowej współorganizował w ramach stowarzyszenia wiele imprez kulturalnych, spotkań z zespołami bukowińskimi, czy kolonie w Polsce dla młodzieży z Ukrainy, Białorusi, Mołdawii i Rumunii.
Organizował również zbiórki książek dla mniejszości polskiej dalej zamieszkującej tereny Bukowiny i okolic, a na organizowanych z nim spotkaniach ukazywał zawiłą i trudną historię Bukowiny oraz Polaków tam żyjących. Wspierał inne, liczne organizacje kontynuujące tradycję przodków pochodzących z Kresów. Brał udział w debatach i dyskusjach dotyczących Polaków na Ziemiach Zachodnich, obecnej sytuacji rodaków na terenach Ukrainy i Rumunii, ich losów, tożsamości narodowej oraz obecnej kulturze kresowej na Ziemiach Zachodnich. W swojej działalności zwracał uwagę na kontynuowanie obyczajów kresowych, historycznej tożsamości i polskości Bukowińczyków, dlatego też współorganizował z Janem Tarnowskim koncerty kultury kresowej. Był autorem wielu artykułów w Biuletynach Stowarzyszeń związanych z tematyką kresową, w których przedstawiał losy Bukowińczyków w zmieniającym się względem nich otoczeniu, jakimi były częste zmiany granic i przynależność do państw, zarówno przed, w trakcie, jak i po II WŚ.

## Odznaczenia
- Krzyż Kawalerski Orderu Odrodzenia Polski
- Złoty Krzyż Zasługi
- Srebrny Krzyż Zasługi
- Brązowy Krzyż Zasługi
- Medal „Za zasługi dla obronności kraju”
- Medal Komisji Edukacji Narodowej
- Złota Odznaka PCK
- Złota Odznaka ZNP
- Medal za zasługi w rozwoju województwa zielonogórskiego i Miasta Zielona Góra
- Medal za zasługi w rozwoju województwa gorzowskiego
- Odznaka Honorowa „Za zasługi dla województwa Lubuskiego”[16]
- Odznaka „Honorowy Obywatel Miasta Zielona Góra"[17]

## Publikacje
- Losy Polaków z Bukowiny (1998)[18]
- Rocznik Lubuski, TOM XXX, Edukacja w społeczeństwie wielokulturowym cz. I, W. Skibiński, A. Skibiński: Reemigranci polscy z pogranicza Ukrainy i Rumunii po 1945 roku na Ziemi Lubuskiej (2004)[19].
- Dzieje Zawady (2006)[20].
- Dzieje Krępy (2009)[21].
- Społeczność polska w historii Czerniowiec[22].
- Z nad Prutu Czeremoszu na Ziemię Lubuską – wspomnienia o Bukowinie (2014).